# NGC 108
NGC 108 este o galaxie lenticulară care se află în constelația Andromeda. A fost descoperită în 11 septembrie 1784 de către William Herschel și observată încă o dată în 23 decembrie 1827 de către John Herschel. 